# За поворотом — поворот
«За поворотом — поворот» (латис. «Ceļa zīmes») — радянський художній фільм-драма 1968 року, знятий за повістю Андрейса Дріпе «Дорожні знаки».

## Сюжет
Історія молодої людини Гірта, що заплуталася, який приїхав з міста на літню практику до дядька в селище. Гірт, який рано втратив батька, обожнював дядька Роберта. Але незважаючи на його настанови, юнак воліє до безтурботного життя, не замислюючись над власним майбутнім…

## У ролях
- Гунарс Цилінскіс — Роберт
- Роман Грабовський — Гірт
- Ліліта Озоліня — Інга
- Велта Ліне — Анна
- Едгар Гіргенсонс — Артур
- Харальд Топсіс — Страутманіс
- Майя Сержане — Вія
- Едгар Звея — Путіньш
- Рамонс Кепе — епізод

## Знімальна група
- Режисер: Ольґертс Дункерс
- Автор сценарію: Андрейс Дріпе
- Оператор: Мікс Звірбуліс
- Художник: Улдіс Паузерс
- Композитор: Гедертс Раманс